# Shimizu S-Pulse
Shimizu S-Pulse er en fodboldklub fra Shizuoka i Japan. 2011 blev det klart at Fredrik Ljungberg havde skrevet kontrakt med klubben.

## Historiske slutplaceringer
| Sæson | Niveau | Liga      | Placering | Kilde | Notering |
| ----- | ------ | --------- | --------- | ----- | -------- |
| 2019  | 1.     | J1 League | 12.       | [ 3 ] |          |
| 2020  | 1.     | J1 League | 16.       | [ 4 ] |          |
| 2021  | 1.     | J1 League | 14.       | [ 5 ] |          |
| 2022  | 1.     | J1 League | 17.       | [ 6 ] |          |
| 2023  | 2.     | J2 League | 4.        | [ 7 ] |          |
| 2024  | 2.     | J2 League | 1.        | [ 8 ] |          |

## Nuværende trup
Pr. 9. september 2019.